# Zuqar
Zuqar (arabisch جزيرة زقر, DMG Ǧazīrat Zuqar) ist die größte Insel der Hanisch-Inseln, die zum Jemen gehören, und liegt im Norden der Inselgruppe. Im Roten Meer gelegen, befindet sich das Eiland nahe der Meeresstraße Bab el-Mandeb, die das Rote Meer mit dem Golf von Aden verbindet. Trotz seiner Nähe zu Afrika gehört Zuqar zu Asien, da es auf dem asiatischen Kontinentalschelf liegt. 
Über die politische Zugehörigkeit der Insel gab es lange Differenzen zwischen dem Jemen und Eritrea. Erst 1996 konnte der Streit um Zuqar, nach der Beendigung des Hanish-Inseln-Konflikts, beigelegt werden. Seitdem gehört die Insel zu Jemen.
Die Fläche der Insel beträgt 100 km², nach anderen Angaben 120 km².